# Параплегија
Параплегија је моторна или сензитивна парализа доње половине тела. Узрок је повреда или болест кичменог стуба. Параплегија представља стање потпуне одузетости дела тела проузроковано повредом кичмене мождине коју карактерише делимични или потпуни губитак функција испод нивоа повреде.

## Опис
Параплегија представља стање потпуне одузетости дела тела проузроковано повредом кичмене мождине која се може лоцирати у торакалном, лумбалном и сакралном делу кичме и коју карактерише делимични или потпуни губитак функција испод нивоа повреде. Након повреде кичмене мождине, електрични импулси који би требало да се крећу низ кичмену мождину су у прекиду. Када се то деси губи се способност за померање екстремитете. Степен губитка функције зависи од тога где се повреда десила и колико је та повреда озбиљна.
Параплегија, квадриплегија, парапареза, квадрипареза су стања изазвана оштећењем кичмене мождине услед повреда или обољења кичменог стуба и кичмене мождине. У зависности од облика повреде та стања могу бити са потпуним прекидом везе мозга и кичмене мождине (параплегија и квадриплегија) и са делимичним прекидом (парапареза и квадрипареза). У већини случајева је параплегија са грчевима (спастика), коју дефинише постојање спастицитета.

## Узроци параплегије
Повреде кичмене мождине резултат су оштећења кичме, лигамената или дискова кичме или пак саме мождине. Трауматска повреда кичме произилази из изненадног трауматског ударца који резултира ломом, гњечењем или искакањем једног или више дискуса. Додатна штета се догађа због крварења, отеклина, упала и накупљања течности око кичмене мождине. Нетрауматске повреде кичмене мождине могу бити проузроковане артритисом, канцером, упалом, инфекцијом и дегенерацијом диска кичме.
Оштећење кичмене мождине најчешће је повезано са повредом пршљенова, односно преломом који притисне живце који излазе из кичме или притисне кичмену мождину, или боље, због чега долази до одузетости ногу. Стога, повреде кичмене мождине представљају водеће узроке парализе, укључујући параплегију. Водећи узроци повреда кичмене мождине су: саобраћајне несреће, падови, насиље, најчешће повреде нанете ватреним оружјем, спортске активности и медицинске повреде.
Већина повреда мозга и кичмене мождине су трауматске природе односно резултат су изненадног удара на неку област, обично услед несрећног случаја. Неке повреде нису трауматске природе и обично настају услед болести или су последица генетске аномалије. Неколико узрока тог типа су: мождани удар, генетска неправилност (попут хередитарне спастичне параплегије), недостатак кисеоника у мозгу (настао услед дављења, компликација приликом порођаја итд.), инфекције мозга или кичмене мождине, аутоимуна обољења и тумор мозга или кичмене мождине.

## Симптоми параплегије
Способност да се контролишу сопствени удови, након повреде кичмене мождине зависи од два узрока односно места повреде и тежине повреде. Озбиљност повреде се често класификује као потпуна (уколико готово сви осећаји и све способности контроле кретања више не функционишу) и непотпуна (ако и даље постоји нека моторна и осећајна контрола).
Такође, повреде кичмене мождине могу узроковати један или више знакова и симптома: губитак покрета, губитак осећаја (топло, хладно, додир), немогућност контроле нагона за велику и малу нужду, претеране рефлексне реакције или грчеви, промене у сексуалној функцији, сексуалној осетљивости или плодности, бол или интензивно пецкање узроковано оштећењем нервних влакана у кичменој мождини и отежано дисање или кашаљ, те чишћење секрета из плућа.
Постоје одређени хитни знакови и симптоми (након несреће): екстремна бол у леђима или притисак у врату или глави, слабост, некоординисаност или парализа било ког дела тела, утрнулост, трнци или губитак осећаја у рукама, прстима или стопалима, немогућност контроле нагона за велику или малу нужду потешкоће у равнотежи и ходању и отежано дисање након повреде

## Дијагностика
Непосредно након повреде је неопходна тачна дијагностика која се постиже циљаним испитивањем односно испитивањем пацијента, неуролошким прегледом, РТГ снимком кичме, компјутеризованом томографијом, магнетном резонанцом. На основу тога се доноси одлука о оперативном захвату.